# Mistrzostwa Europy w Lekkoatletyce 1938 – pchnięcie kulą kobiet

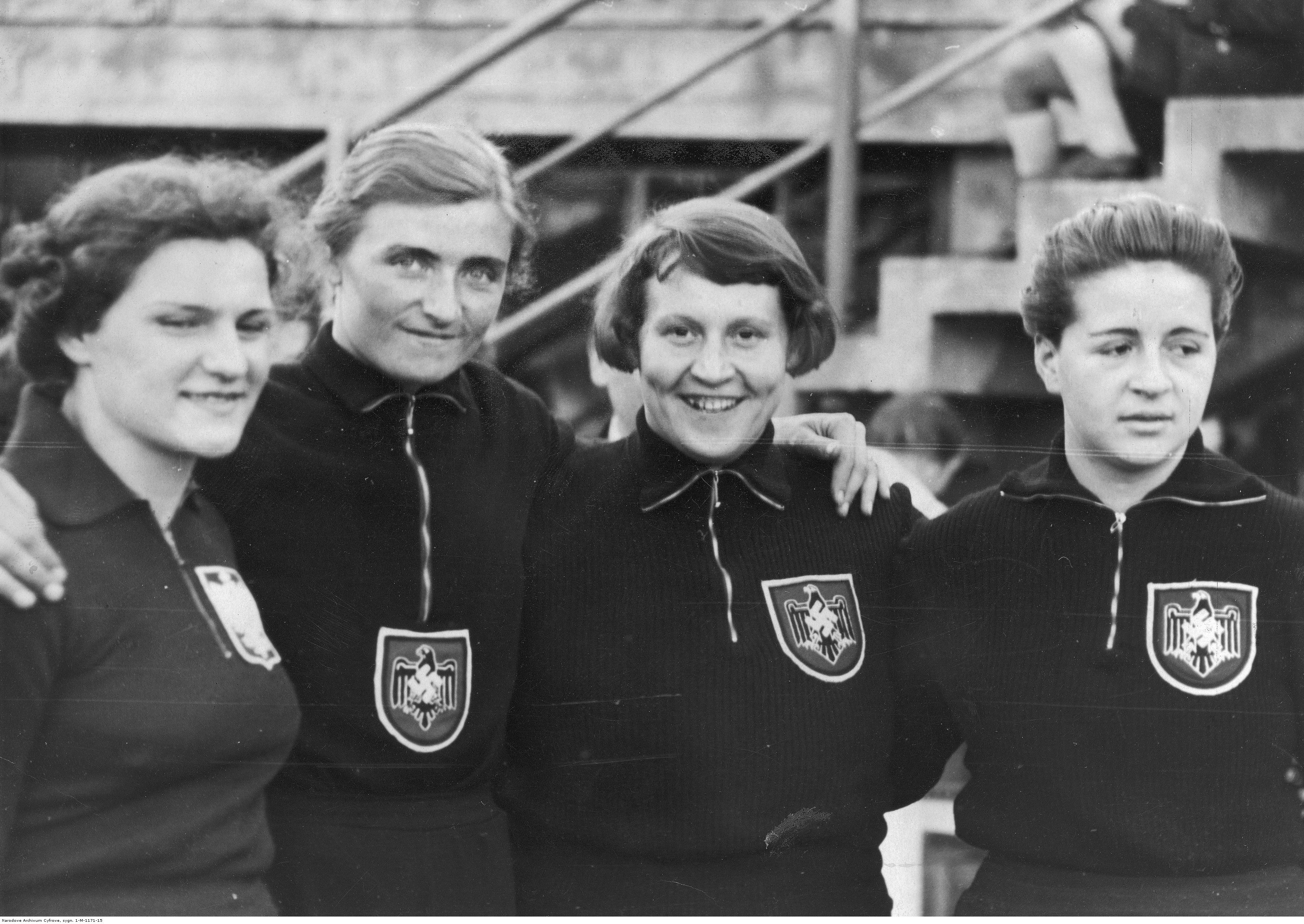
Od lewej: Wanda Flakowicz, Gisela Mauermayer, Hermine Schröder i Helma Wessel

Pchnięcie kulą kobiet było jedną z konkurencji rozgrywanych podczas II Mistrzostw Europy w Wiedniu. Zostało rozegrane 17 września 1938 roku. Zwyciężczynią tej konkurencji została Niemka Hermine Schröder. W rywalizacji wzięło udział dwanaście zawodniczek z ośmiu reprezentacji.

## Rekordy
| Rekord świata | Gisela Mauermayer (GER) | 14,38 | Warszawa, Polska | 15.07.1934 |
| Rekord Europy | Gisela Mauermayer (GER) | 14,38 | Warszawa, Polska | 15.07.1934 |

## Wyniki
| Miejsce | Zawodniczka          | Wynik | Uwagi |
| ------- | -------------------- | ----- | ----- |
| 1       | Hermine Schröder     | 13,29 | CR    |
| 2       | Gisela Mauermayer    | 13,27 |       |
| 3       | Wanda Flakowicz      | 12,55 |       |
| 4       | Helma Wessel         | 12,55 |       |
| 5       | Bevis Reid           | 12,10 |       |
| 6       | Ida Lavize           | 11,70 |       |
| 7       | Genowefa Cejzik      | 11,68 |       |
| 8       | Irja Lipasti         | 11,64 |       |
| 9       | Amelia Piccinini     | 11,30 |       |
| 10      | Britta Awall         | 10,96 |       |
| 11      | Ans Niesink          | 10,66 |       |
| 12      | Kathleen Dyer-Tilley | 10,49 |       |